# تامر محمود الخياط
تامر محمود الخياط (1990-2023) هو طبيب فلسطيني من مواليد محافظة رفح في قطاع غزة. عمل في قسم التخدير والعناية المكثفة في المستشفى الأوروبي جنوب القطاع، تميز الخياط بمهاراته العالية وإخلاصه في عمله، مما جعله أحد الأطباء البارزين في مجال التخدير. كانت مساهماته المهنية ذات قيمة كبيرة في تحسين رعاية المرضى، وقد ترك إرثاً مهنياً يقدره زملاؤه ومرضاه.
إستشهد برفقة عائلته قيما عرف بمجزرة عائلة الخياط بتاريخ 13 أكتوبرعام 2023 في رفح إثر استهداف الاحتلال الإسرائيلي منزله بشكل مباشر دون سابق إنذارخلال معركة طوفان الأقصى. 